# 硫磺山 (弟子屈町)
43°36′37″N 144°26′19″E / 43.61028°N 144.43861°E

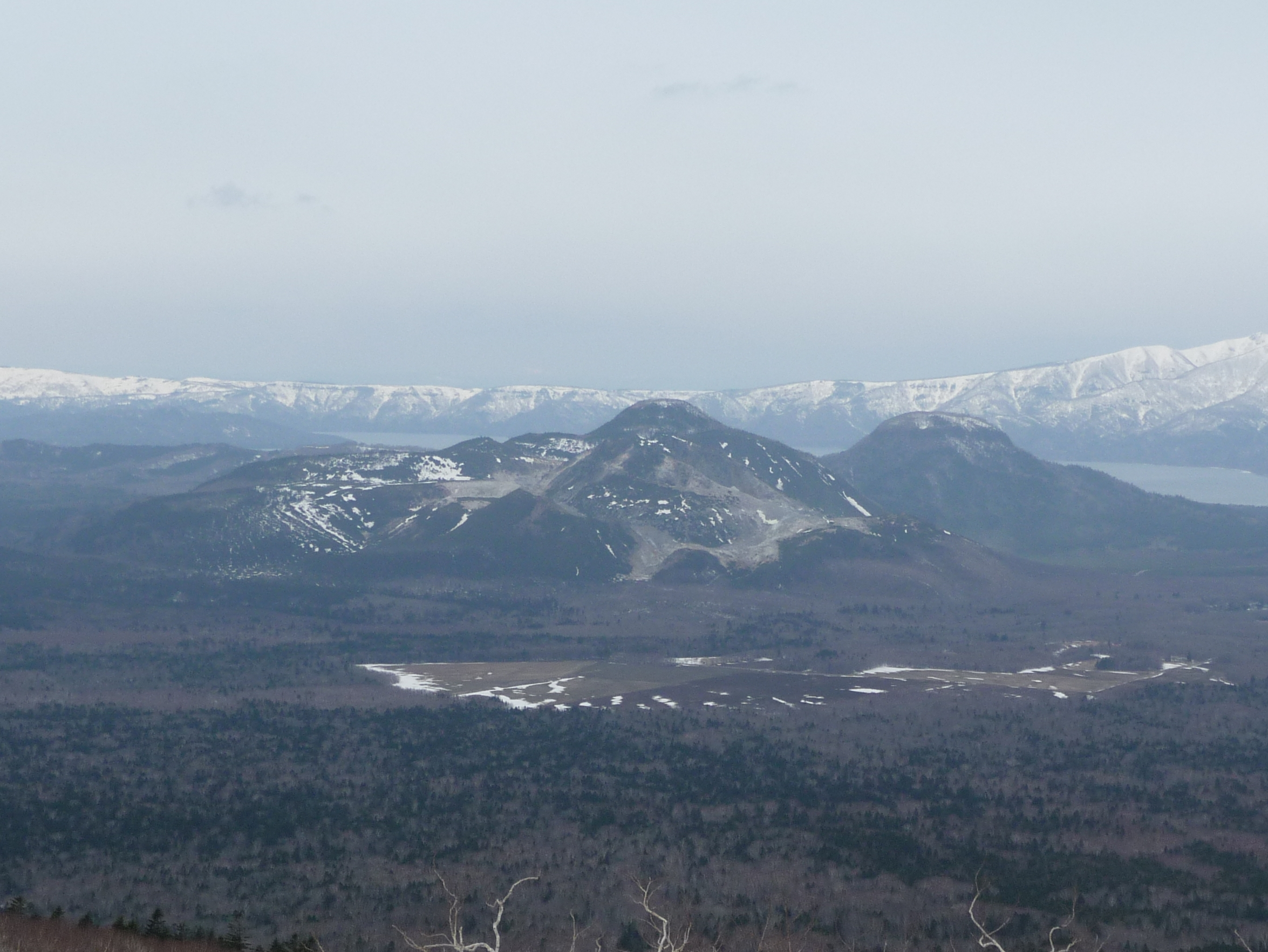
從摩周湖第三展望台看到的硫磺山，山後方為屈斜路湖，湖後方為屈斜路破火山口地形的外輪山。

硫磺山是位於日本北海道弟子屈町的一座火山，最高點海拔508公尺，現被列為活火山，並隨時進行觀測。
由於火山活動產生的硫磺造成周邊土壤酸化，因此周邊地區沒有北海道常見的蝦夷松或椴松，取而代之的是磯杜鵑、越橘、岩高蘭等喜酸的高山植物。
日文名稱來自阿伊努語的「atusa-nupuri」，意思為「裸露的山」, 在南千島群島擇捉島也有一座在阿伊努語中為同樣名稱的山峰阿登佐岳（利用阿伊努語的發音轉成日本漢字）。而位於弟子屈町的這座硫磺山附近的地名也使用轉成漢字的地名「跡佐登」。

## 火山的歴史

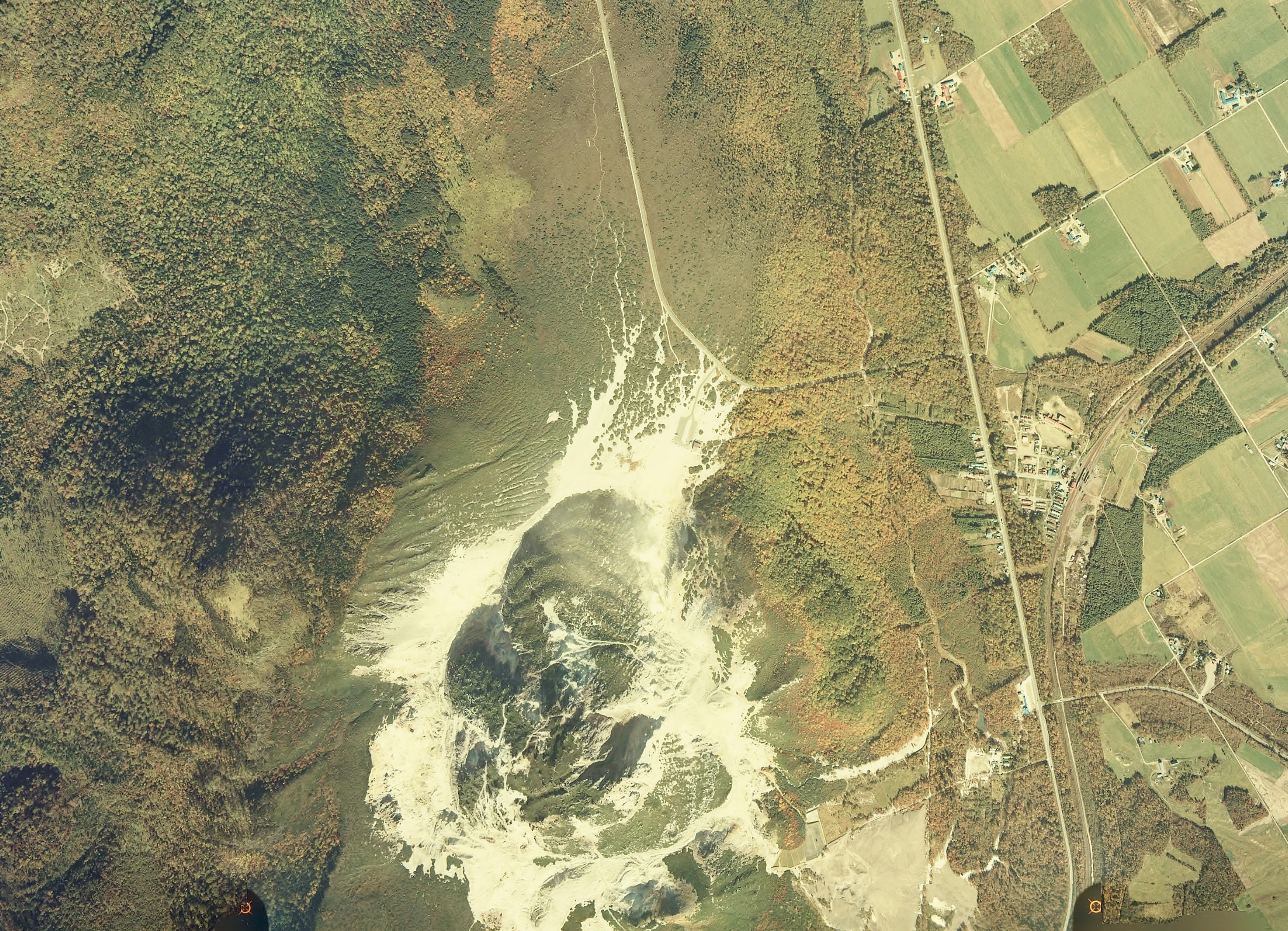
硫磺山及周邊地區的空照圖

在約三萬年前的火山噴發後，在現在的弟子屈地區形成了一個直徑約20公里的巨大破火山口地形，而在這中間現在硫磺山的位置則有另外一個直徑約4公里較小的破火山口，從一萬五千年前開始，在這小破火山口內持續的有熔岩流出形成了現在的硫磺山，也因此形成了大量的硫磺礦床。
現在日本的火山觀測單位氣象廳依據火山爆發的可能性以及對社會的影響程度，將硫磺山劃為等級C。

## 硫磺礦山
由於硫磺山有大量的硫磺資源，從明治時代末期便開始在此開此開採硫磺直到1950年代才結束。
明治時代的士族反亂產生了大量的政治犯，北海道則利用設立了集治監收容這些政治犯，並做為開拓北海道的勞動力來源。其中設於標茶町的釧路集治監則參與了開採硫磺山及興建釧路鐵道的工作。

### 歴史
- 1872年：來自釧路的佐野孫右衛門開始進行開採硫磺的作業。[7]
- 1886年：由於北海道開拓使的支持，釧路集治監的囚犯開始參與開採作業。[8]
- 1887年：礦山經營權由安田財閥取得，由於年產量達14,000噸，決定開始興建北海道第二條鐵路釧路鐵道（日语：釧路鉄道）來運送礦石。[7]
- 1896年：因產量減少，集治監停止參與礦產作業，不久後即中止開採作業。[7]
- 1931年：設立跡佐登礦業株式會社，再度開始開採硫磺。
- 1944年：因企業整備令中止開採作業。
- 1950年代：跡佐登礦業、野村礦業一度短暫恢復開採作業。

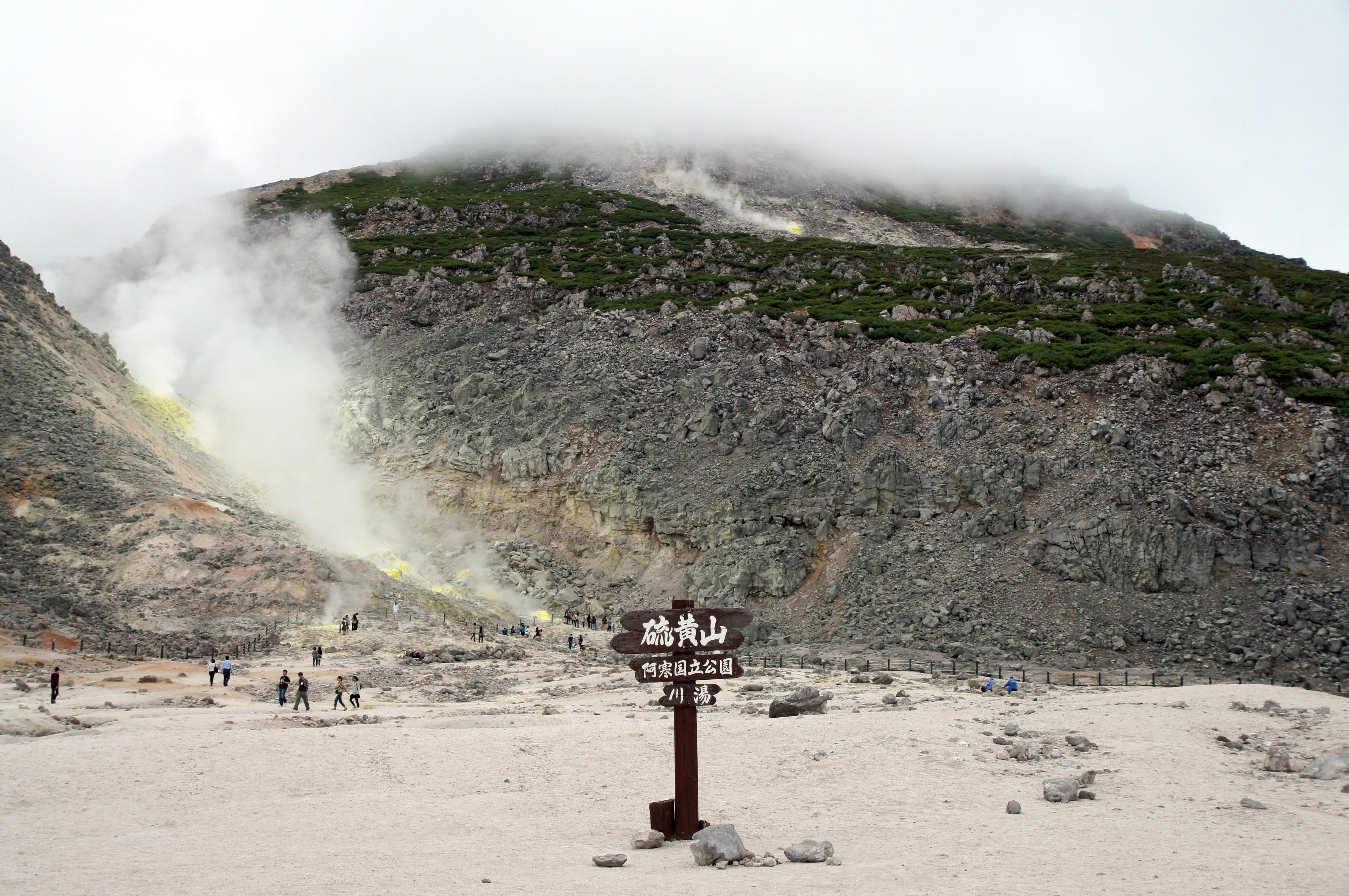
硫磺山的噴氣口
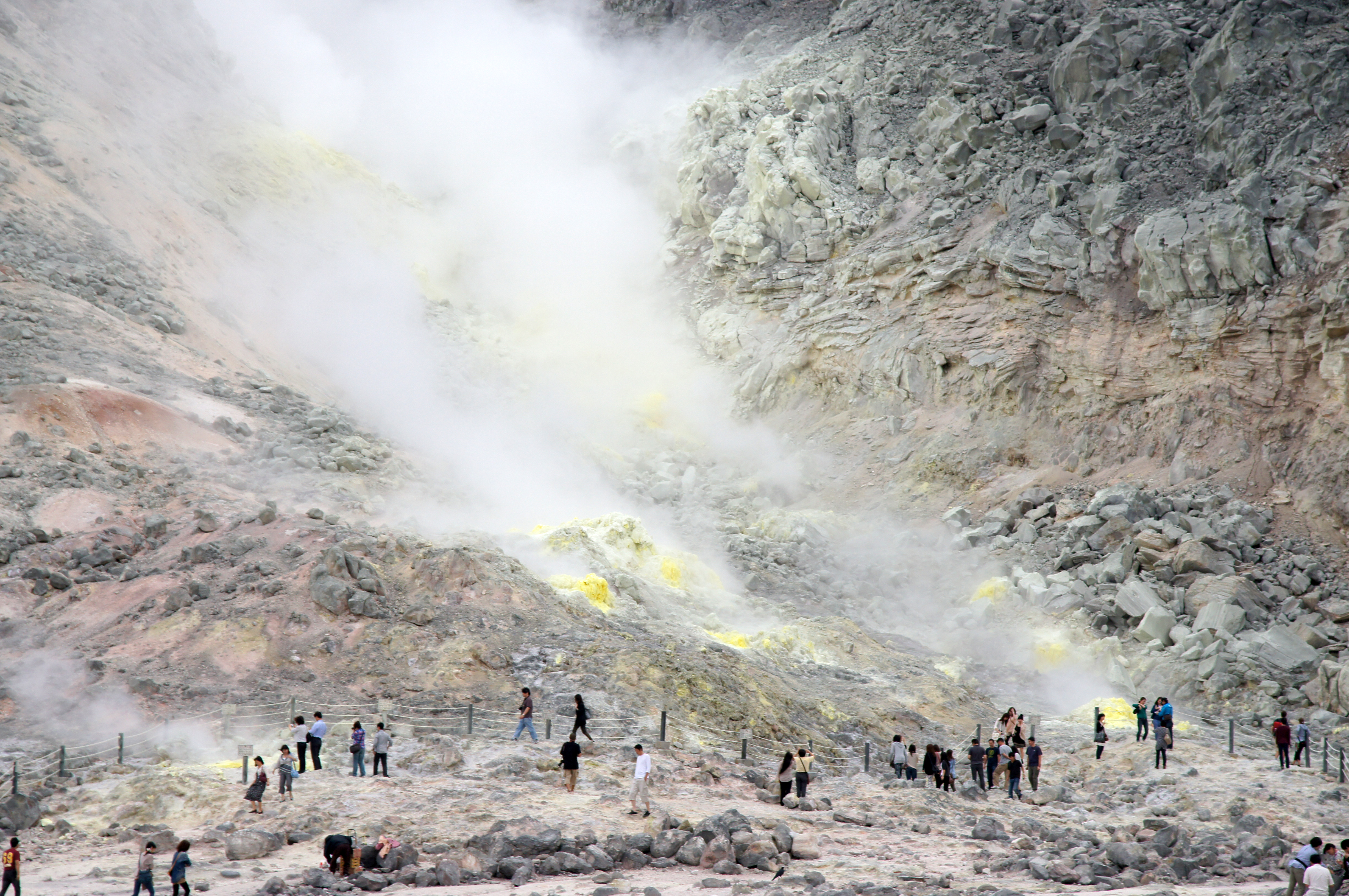
硫磺山的噴氣口
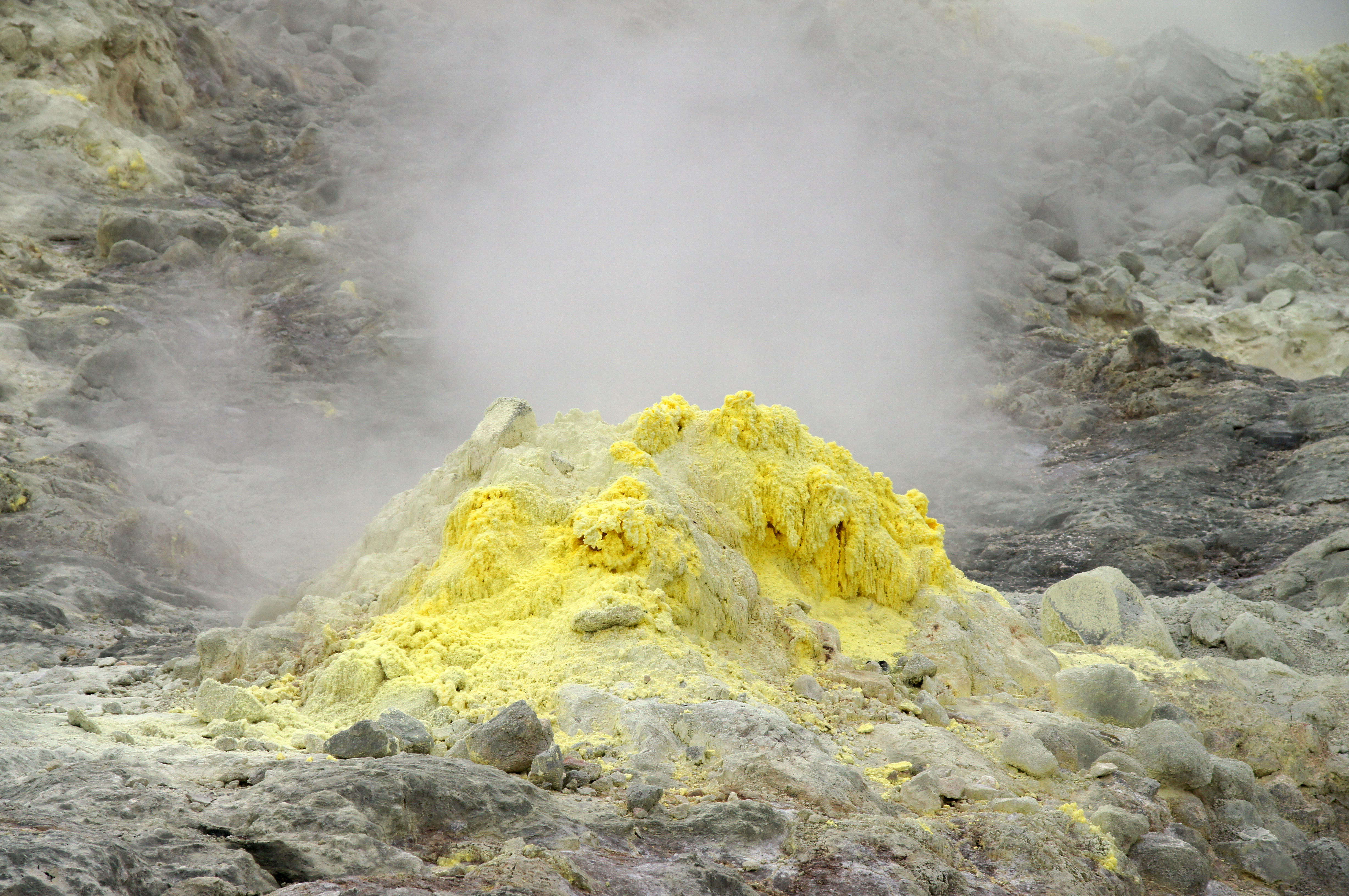
噴氣口周邊的硫磺

## 外部連結
- （日語） 硫磺山 - 弟子屈町觀光情報入口網站
- （日語） 硫磺山防災地圖 （页面存档备份，存于） - 防災科學技術研究所
- （日語） 硫磺山 （页面存档备份，存于） - 氣象廳